# Astrild à ventre jaune
Coccopygia quartinia
Espèce
Synonymes
 Estrilda quartinia (protonyme)
L'Astrild à ventre jaune (Coccopygia quartinia) est une espèce de passereaux appartenant à la famille des Estrildidae.

## Sous-espèces
D'après Alan P. Peterson, cette espèce est constituée des trois sous-espèces suivantes :
- Coccopygia quartinia kilimensis Sharpe 1890 ;
- Coccopygia quartinia quartinia (Bonaparte) 1850 ;
- Coccopygia quartinia stuartirwini (Clancey) 1969.